# Locomotiva BLS Ae 6/8
Le locomotive BLS Ae 6/8 sono delle locomotive elettriche a corrente alternata monofase di grande prestazione, della società svizzera BLS.

## Storia
La Berner Alpenbahn Gesellschaft BLS verso la fine degli anni trenta dovendo potenziare il proprio parco di rotabili decise l'acquisto di quattro nuove locomotive di elevata potenza, della stessa tipologia delle proprie quattro unità Be 6/8 per sostituire le vecchie Be 5/7, a bielle di trasmissione (che spesso erano utilizzate in doppia trazione). I tecnici della società fornirono i disegni progettuali della meccanica Breda alla SLM di Winterthur e specificarono le varianti da apportare, cioè il potenziamento a circa 4.400 kW e la velocità massima a 90 km/h. La Sécheron fornì le parti elettriche per i sei assi motori (divisi sui due semi-telai). Le prime due locomotive vennero costruite furono consegnate nel 1939. Ebbero immatricolazione come Ae 6/8 205 e 206 ed entrarono in servizio alla trazione dei treni passeggeri e dei treni merci sulle difficili tratte gestite dalla compagnia. Nel 1941 venne consegnata la macchina n. 207 e nel 1943 la n. 208.
Nei primi anni cinquanta la BLS decise di eseguire una trasformazione delle quattro unità Be 6/8 potenziandole, modificando le cabine di guida in modo da renderle uguali a quelle delle "sorelle maggiori" Ae 6/8 ed elevandone la velocità da 75 a 90 km/h mediante il cambio del rapporto di trasmissione. Tutte le locomotive erano state dotate del dispositivo per la condotta ad agente unico in collegamento con il controllo della sicurezza della circolazione Signum e in grado di frenare il treno e disinserire la trazione in caso di superamento di segnale a via impedita.
Tutto il gruppo è stato oggetto di ammodernamento e aggiornamento tecnologico negli anni sessanta in seguito al quale è stata ulteriormente aumentata la velocità massima a 100 km/h

## Caratteristiche
La locomotiva è costituita da una lunga cassa rigida con una cabina di guida di forma tondeggiante a ciascuna estremità che poggia su due semi-telai mediante ralle; le due unità motrici sono articolate, a tre assi motori del diametro di 1350 mm e carrello di guida anteriore monoassiale del diametro di 960 mm; (rodiggio 1'Co Co 1'). Ciascuna unità motrice è collegata all'altra mediante un sistema snodato a biellette. Ciascun asse è dotato di due motori che trasmettono la coppia motrice ad un asse cavo a questo alle ruote mediante l'interposizione di un sistema di molle. In tutto la locomotiva è fornita di 12 motori di trazione. Il sistema frenante è composto del freno ad aria compressa Westinghouse continuo automatico, del freno diretto moderabile e di un freno a mano agentte sul carrello sottostante di ciascuna cabina. Ogni ruota motrice è fornita di tubi lanciasabbia. Ciascuna locomotiva ha una massa di 141 tonnellate, di cui 114 aderenti.
La parte elettrica delle locomotive è alimentata dai due pantografi di presa corrente del tipo classico a parallelogramma posti sull'imperiale; rispetto alla prima fornitura (Be 6/8) questi hanno gli striscianti più larghi per un contatto migliore in galleria. Il cuore del circuito è un trasformatore a bagno d'olio con ventilazione forzata delle serpentine di ricircolazione ad esso applicate. I 24 punti di presa di corrente al secondario permettono l'avviamento graduale. I contattori sono di tipo pneumatico con azionamento meccanico mediante un albero a camme posto in rotazione mediante un servomotore, in caso di necessità questo può essere azionato anche manualmente. I 12 motori, disposti a coppie per ciascuno dei sei assi motori, sviluppano la potenza complessiva di circa 4400 kW. L'incremento di potenza fu reso possibile dai migliori isolamenti disponibili all'atto della costruzione. Il gruppo dei motori viene utilizzato anche per il freno elettrico, a dissipazione su resistenze poste all'interno della cassa e raffreddate a circolazione forzata di aria. Ogni gruppo di motori era a sua volta raffreddato da un ventilatore a due velocità.
La corrente elettrica per i servizi e per la carica delle batterie di bordo veniva fornita da un gruppo di conversione rotante.
Rispetto alla "prima serie" anche l'impianto di produzione dell'aria compressa venne potenziato mediante l'uso di due compressori di aria ciascuno della portata di 1 320 litri al minuto.
La potenza sviluppata venne aumentata a 4280 kW dopo il potenziamento degli anni cinquanta. La velocità massima raggiungibile in origine era di 908 kW.  Le locomotive ebbero installato all'origine il dispositivo per la condotta ad agente unico e il rilevatore Signum per la sicurezza della circolazione in grado di intervenire per l'arresto del treno e la disinserzione dei motori in caso di mancato rispetto di un segnale a via impedita. La velocità massima venne innalzata a 100 km/h dopo le modifiche degli anni sessanta..

## Quadro statistico
| Lista delle locomotive BLS Ae 6/8 |                             |                        |                |                                     |
| Numero immatricolazione           | Fabbrica e anno costruzione | Anno di trasformazione | Accantonamento | Note                                |
| 201                               | Breda-SAAS 1926             | 1934/35                | 1977           | demolito                            |
| 202                               | Breda-SAAS 1926             | 1934/35                | 1984           | demolito                            |
| 203                               | Breda-SAAS 1929             | 1934/35                | 1989           | demolito                            |
| 204                               | Breda-SAAS 1929             | 1934/35                | 1985           | demolito                            |
| 205                               | SLM-SAAS 1931               | -                      |                | Deposito di Spiez per treni storici |
| 206                               | SLM-SAAS 1931               | -                      |                | acquisito da associazione           |
| 207                               | SLM-SAAS 1941               | -                      | 1995           | ultimo accantonato                  |
| 208                               | SLM-SAAS 1943               | -                      |                | acquisito da associazione           |
|                                   |                             |                        |                |                                     |

(Le locomotive 201-204 provengono dalla trasformazione delle corrispondenti unità serie Be 6/8)